# 김제시의 시내버스
김제시의 시내버스는 전북특별자치도 김제시를 중심으로 운행하는 버스를 이용한 대중교통 수단으로, 운수업체로는 안전여객이 유일하다.

## 운임
2018년 10월 1일 기준이다.
| 종류 | 나이                    | 현금 (원) | 카드 (원) |
| ---- | ----------------------- | --------- | --------- |
| 일반 | 어른 (만 19세 이상)     | 1,000     | 950       |
| 일반 | 청소년 (만 13세 ~ 18세) | 500       | 450       |
| 일반 | 어린이 (만 7세 ~ 12세)  | 500       | 450       |

- 시계외에서는 km당 116.14원이 추가된다.
- 김제시내버스 구간요금 안내 보관됨 2006-04-28 - 웨이백 머신
- 본래 구간 별로 상이한 요금을 징수했으나 2018년 10월 1일부터 구간요금을 없애고 1000원으로 요금을 단일화했다.

## 운행 노선
2014년 12월 10일 기준이다.
| 노선 번호 | 운행구간 | 운행구간 | 운행구간           | 경유지 | 운행 횟수 | 비고      |
| --------- | -------- | -------- | ------------------ | --- | --------- | --------- |
| 1         | 시장통   | ↔        | 금구               | 제일가축병원, CNA, KT 김제지점, 김제시외버스터미널, (구)소방서, 신풍주공A, 신풍동주민센터, 김제역, 봉황사거리, 강정리, 난산, 석산, 신성, 황산면, 마산, 고잔, 상목, 중목, 하목, 신기, 진천, 황산농공단지, 율산, 남양리입구, 옥성, 율전입구 | 33회      | 40분 소요 |
| 5         | 시장통   | ↔        | 금산사             | 제일가축병원, CNA, KT 김제지점, 김제시외버스터미널, (구)소방서, 신풍주공A, 신풍동주민센터, 김제역, 봉황사거리, 와룡, 새마을, 서정리입구, 도장리, 나무다리, 신덕, 봉남면, 평사리, 모화동, 등용, 함보, 송정리, 봉수동, 구중리, 낙수동, 원평, 금평저수지(오리알터), 동곡, 용화동                                                                       | 49회      | 50분 소요 |
| 5-1       | 시장통   | ↔        | 금산사             | 제일가축병원, CNA, KT 김제지점, 김제시외버스터미널, (구)소방서, 부영3차A, 신풍동주민센터, 김제역, 봉황사거리, 강정리, 난산, 석산, 신성, 황산, 연리, 매제, 매산, 문수리, 백일리, 문명리, 봉남면, 성덕, 신주, 초처, 보산, 제내, 동령, 오동촌, 장무, 구성리, 관봉, 구봉, 원평, 금평저수지(오리알터), 동곡, 용화동                                      | 3회       | 50분 소요 |
| 7         | 시장통   | ↔        | 화율리             | 제일가축병원, CNA, KT 김제지점, 김제시외버스터미널, (구)소방서, 부영3차A, 신풍동주민센터, 김제역, 봉황사거리, 와룡, 새마을, 서정리입구, 도장리, 나무다리, 신덕, 봉남면, 신주, 초처, 보산, 제내, 동령, 오동촌, 장무, 구성리, 관봉, 구봉, 원평, 장전, 주평, 황곡, 시목동, 용복, 금성리                                                                | 16회      | 50분 소요 |
| 8         | 시장통   | ↔        | 내광리             | 제일가축병원, CNA, KT 김제지점, 김제시외버스터미널, (구)소방서, 부영3차A, 김제역, 봉황사거리, 와룡, 새마을, 우산리, 서정리, 중광리 | 9회       | 30분 소요 |
| 9         | 시장통   | ↔        | 원평               | 제일가축병원, CNA, KT 김제지점, 김제시외버스터미널, (구)소방서, 신풍주공A, 신풍동주민센터, 김제역, 오정리, 봉황농공단지, 월성리, 수월리, 용두리, 양전리, 내광리입구, 용신리, 신복리, 회양동, 장성동, 사정리, 농원, 오동촌, 장무, 구성리, 관봉, 구봉                                                                                                 | 17회      | 45분 소요 |
| 10        | 시장통   | ↔        | 난봉리 정읍시 상평 | 제일가축병원, CNA, KT 김제지점, 김제시외버스터미널, (구)소방서, 신풍주공A, 신풍동주민센터, 김제역, 여수해, 용동리, 반월리, 월량리, 갈촌, 신월리, 봉월리, 난봉리, 포교, 벽골제, 상방, 거먹다리, 용골리, 신신, 하평, 중평 | 14회      | 35분 소요 |
| 11        | 김제역   | ↔        | 부안군 평교        | 법원, 금성여중, 신풍주공A, 지평선학당, 김제시외버스터미널, 김제여중, 서울정형외과, 우체국, 시장통, 구산사거리, 중앙병원, 사직당, 월촌초등학교입구, 입석, 용현, 가작, 장화, 덕산, 신덕, 포교, 벽골제, 상방, 거먹다리, 유흥입구, 금화, 대성, 금강입구, 부량, 대장리, 정자리, 화호, 고잔, 군포교, 원천리, 백산                                         | 37회      | 45분 소요 |
| 13        | 김제역   | ↔        | 죽산               | 법원, 금성여중, 신풍주공A, 지평선학당, 김제시외버스터미널, 김제여중, 서울정형외과, 우체국, 시장통, 구산사거리, 중앙병원, 사직당, 월촌초등학교입구, 입석, 용현, 가작, 장화, 덕산, 신덕, 포교, 벽골제, 상방, 거먹다리, 유흥입구, 금화, 대성, 금강입구, 부량, 대장리, 정자리, 화호, 고잔, 후군, 신정, 주촌, 상포, 대선, 마포                           | 13회      | 40분 소요 |
| 14        | 김제역   | ↔        | 주촌               | 부영3차A, 지평선학당, 김제시외버스터미널, 김제여중, 서울정형외과, 우체국, 시장통, 구산사거리, 중앙병원, 방죽목, 세원리, 연정교회, 명덕, 율교, 소산, 신흥리, 내촌, 외리, 쌍궁, 신촌, 신월, 부성, 유호, 부성, 마포, 대선, 상포 | 3회       | 30분 소요 |
| 15        | 김제역   | ↔        | 신광리             | 부영3차A, 지평선학당, 김제시외버스터미널, 김제여중, 서울정형외과, 우체국, 시장통, 구산사거리, 중앙병원, 방죽목, 세원리, 연정교회, 명덕, 율교, 소산, 신흥리, 내제, 대옥산, 오봉, 대죽, 죽산, 죽산면, 석산, 죽동, 수교, 신교, 양지, 남포2구, 남포1구, 남포5구, 학당, 군평, 십자, 진흥, 용지, 광활면, 공골뜸, 열두가호                                 | 36회      | 40분 소요 |
| 15-1      | 김제역   | ↔        | 신광리             | 부영3차A, 지평선학당, 김제시외버스터미널, 김제여중, 서울정형외과, 우체국, 시장통, 구산사거리, 중앙병원, 방죽목, 월촌농공단지, 이문안, 대촌, 의두, 우독, 월촌신평, 종남, 수교, 양지, 남포2구, 남포1구, 남포5구, 학당, 군평, 십자, 진흥, 용지, 광활면, 공골뜸, 열두가호                                                                               | 3회       | 45분 소요 |
| 15-2      | 김제역   | ↔        | 신광리             | 부영3차A, 지평선학당, 김제시외버스터미널, 김제여중, 서울정형외과, 우체국, 시장통, 구산사거리, 중앙병원, 방죽목, 세원리, 연정교회, 명덕, 율교, 소산, 신흥리, 옥산, 신기, 죽동, 수교, 양지, 남포2구, 남포1구, 남포5구, 학당, 군평, 십자, 진흥, 용지, 광활면, 공골뜸, 열두가호                                                                         | 8회       | 45분 소요 |
| 16        | 김제역   | ↔        | 대장리             | 부영3차A, 지평선학당, 김제시외버스터미널, 김제여중, 서울정형외과, 우체국, 시장통, 구산사거리, 중앙병원, 방죽목, 세원리, 연정교회, 명덕, 율교, 소산, 신흥리, 내제, 대옥산, 오봉, 대죽, 죽산, 죽산면, 석산, 죽동, 자고, 명량, 해창, 화동, 우마, 장돌                                                                                                  | 11회      | 45분 소요 |
| 17        | 김제역   | ↔        | 주촌               | 부영3차A, 지평선학당, 김제시외버스터미널, 김제여중, 서울정형외과, 우체국, 시장통, 구산사거리, 중앙병원, 방죽목, 세원리, 연정교회, 명덕, 율교, 소산, 신흥리, 내제, 대옥산, 오봉, 대죽, 죽산, 유호입구, 삼진 | 6회       | 30분 소요 |
| 17-1      | 김제역   | ↔        | 신용               | 부영3차A, 지평선학당, 김제시외버스터미널, 김제여중, 서울정형외과, 우체국, 시장통, 구산사거리, 중앙병원, 방죽목, 세원리, 연정교회, 명덕, 율교, 소산, 신흥리, 내제, 대옥산, 오봉, 대죽, 죽산, 유호입구, 원기, 신용, 불당, 신창, 동진대교 | 12회      | 35분 소요 |
| 18        | 김제역   | ↔        | 거전리             | 법원, 금성여중, 김제경찰서, 신풍주공A, 지평선학당, 김제시외버스터미널, 김제여중, 서울정형외과, 우체국, 김제시청, 성산사거리, 후초암, 진교, 송신소, 석교, 후석, 탄상, 다복동, 대목사거리, 두무동, 양수장, 만경(만경터미널), 다상, 정당, 효정, 가실, 상궐, 진봉면, 신석소, 석소, 석치, 인향, 고사, 전선포, 규동, 망해사, 명동, 심포, 안하, 길곤       | 20회      | 55분 소요 |
| 19        | 김제역   | ↔        | 거전리             | 법원, 금성여중, 김제경찰서, 신풍주공A, 지평선학당, 김제시외버스터미널, 김제여중, 서울정형외과, 우체국, 김제시청, 성산사거리, 후초암, 진교, 송신소, 석교, 후석, 탄상, 다복동, 대목사거리, 두무동, 양수장, 만경(만경터미널), 옥산, 대덕, 전중, 해망, 신흥, 관기, 진봉면, 신석소, 석소, 석치, 인향, 고사, 전선포, 규동, 망해사, 명동, 심포, 안하, 길곤 | 24회      | 50분 소요 |
| 19-1      | 김제역   | ↔        | 거전리             | 법원, 금성여중, 김제경찰서, 신풍주공A, 지평선학당, 김제시외버스터미널, 김제여중, 서울정형외과, 우체국, 김제시청, 성산사거리, 후초암, 진교, 송신소, 석교, 후석, 탄상, 다복동, 대목사거리, 두무동, 양수장, 만경(만경터미널), 옥산, 대덕, 전중, 해망, 신흥, 관기, 진봉면, 종야, 농장, 소평, 옥정, 신고사, 남상, 남하, 길곤, 신광리                     | 3회       | 55분 소요 |
| 20        | 김제역   | ↔        | 만경 (만경터미널)  | 법원, 금성여중, 김제경찰서, 신풍주공A, 지평선학당, 김제시외버스터미널, 김제여중, 서울정형외과, 우체국, 김제시청, 성산사거리, 후초암, 진교, 송신소, 석교, 후석, 탄상, 다복동, 대목사거리, 지평선중학교, 옥동, 소목산, 대석, 성덕면, 도하, 월미, 고현, 나시, 모산, 부성, 정동, 가실, 네거리                                                           | 9회       | 40분 소요 |
| 20-1      | 김제역   | ↔        | 만경 (만경터미널)  | 법원, 금성여중, 김제경찰서, 신풍주공A, 지평선학당, 김제시외버스터미널, 김제여중, 서울정형외과, 우체국, 김제시청, 성산사거리, 후초암, 진교, 송신소, 석교, 탄하, 옥동, 소목산, 대석, 성덕면, 도하, 월미, 고현, 나시, 모산, 부성, 정동, 가실, 네거리                                                                                                   | 8회       | 40분 소요 |
| 20-2      | 김제역   | ↔        | 만경 (만경터미널)  | 법원, 금성여중, 김제경찰서, 신풍주공A, 지평선학당, 김제시외버스터미널, 김제여중, 서울정형외과, 우체국, 김제시청, 성산사거리, 후초암, 진교, 송신소, 석교, 후석, 탄상, 다복동, 대목사거리, 지평선중학교, 옥동, 소목산, 대석, 성덕면, 도하, 월미, 고현, 나시, 모산, 하수내                                                                             | 6회       | 35분 소요 |
| 21        | 김제역   | ↔        | 청하(신창)         | 법원, 금성여중, 김제경찰서, 신풍주공A, 지평선학당, 김제시외버스터미널, 김제여중, 서울정형외과, 우체국, 김제시청, 성산사거리, 후초암, 진교, 송신소, 석교, 후석, 탄상, 다복동, 대목사거리, 두무동, 양수장, 만경(만경터미널), 송상, 하리, 율리, 팔왕리, 신금                                                                                           | 17회      | 45분 소요 |
| 22        | 김제역   | ↔        | 죽산               | 부영3차A, 지평선학당, 김제시외버스터미널, 김제여중, 서울정형외과, 우체국, 시장통, 구산사거리, 중앙병원, 방죽목, 세원리, 연정교회, 명덕, 율교, 소산, 신흥리, 내촌, 외리, 쌍궁, 신촌, 신월, 부성, 유호 | 8회       | 30분 소요 |
| 23        | 김제역   | ↔        | 청하               | 법원, 금성여중, 김제경찰서, 우리한방병원, 김제여고, 하이마트, 김제여중, 사자탑, 동원A, 덕암고, 서암농공단지, 백산면, 하건, 소라단사거리, 복지, 원조, 중조, 당산, 대산, 상상, 원상, 성남, 월현리, 관상리, 관동, 석동, 월송, 농원, 신월, 거산, 제상, 대청, 청하산, 대청리, 척산, 동지산                                                               | 18회      | 40분 소요 |
| 24        | 김제역   | ↔        | 유강리             | 법원, 금성여중, 김제경찰서, 우리한방병원, 김제여고, 하이마트, 김제여중, 사자탑, 동원A, 덕암고, 수각, 서암농공단지, 제내, 흥복사, 관망대, 돌재, 상정, 황경동, 존걸, 외황산, 벽성대학, 서리, 황산, 공덕입구, 밤계, 동계 | 13회      | 35분 소요 |
| 25        | 김제역   | ↔        |                    | 법원, 금성여중, 김제경찰서, 우리한방병원, 김제여고, 하이마트, 김제여중, 사자탑, 동원A, 덕암고, 수각, 서암농공단지, 제내, 흥복사, 관망대, 돌재, 상정, 황경동, 존걸, 외황산, 벽성대학, 서리, 황산, 공덕입구, 공덕면, 밤계, 동계 | 8회       | 35분 소요 |
| 26        | 시장통   | ↔        | 이서               | 제일가축병원, 세종의원, 자영고, 새한A, 김제고, 김제역, 법원, 김제여고, 김제시외버스터미널, 지평선학당, 홈플러스, 상록, 대검산입구, 벽성주유소, 순동리, 농원, 폴리텍대학, 선인동, 점촌, 효정, 무수, 상리, 사동, 불노리, 낙성리, 애통리, 은교리, 모고지                                                                                               | 20회      | 40분 소요 |
| 27        | 시장통   | ↔        | 영상리             | 제일가축병원, 세종의원, 자영고, 새한A, 김제고, 김제역, 법원, 김제여고, 김제시외버스터미널, 호남잠사, 상록, 대검산입구, 벽성주유소, 순동리, 농원, 폴리텍대학, 선인동, 점촌, 용지, 목장, 난산 | 19회      | 40분 소요 |
| 27-1      | 시장통   | ↔        | 수룡귀지           | 제일가축병원, 세종의원, 자영고, 새한A, 김제고, 김제역, 법원, 김제여고, 김제시외버스터미널, 호남잠사, 상록, 대검산입구, 벽성주유소, 순동리, 농원, 폴리텍대학, 선인동, 점촌, 효정, 무수, 상리, 사동, 불노리, 부대앞, 마교, 모산, 예촌, 용지, 부용 | 8회       | 45분 소요 |
| 30        | 김제역   | ↔        | 만경 (만경터미널)  | 법원, 금성여중, 김제경찰서, 신풍주공A, 지평선학당, 김제시외버스터미널, 김제여중, 서울정형외과, 우체국, 김제시청, 성산사거리, 후초암, 진교, 송신소, 석교, 석신, 부신, 부창, 소동리, 대동리, 산치, 대동삼거리, 내죽, 대죽, 황산동 | 14회      | 40분 소요 |
| 30-1      | 김제역   | ↔        | 만경 (만경터미널)  | 법원, 금성여중, 김제경찰서, 신풍주공A, 지평선학당, 김제시외버스터미널, 김제여중, 서울정형외과, 우체국, 김제시청, 성산사거리, 후초암, 진교, 송신소, 석교, 용지동, 신석 | 3회       | 40분 소요 |
| 31        | 김제역   | ↔        | 요교               | 법원, 금성여중, 김제경찰서, 우리한방병원, 김제여고, 하이마트, 김제여중, 사자탑, 동원A, 덕암고, 서암농공단지, 수각, 제내, 흥복사, 관망대, 돌재, 상정, 자학 | 10회      | 20분 소요 |
| 32        | 김제역   | ↔        | 남산, 원부         | 법원, 금성여중, 김제경찰서, 우리한방병원, 김제여고, 하이마트, 김제여중, 사자탑, 동원A, 덕암고, 서암농공단지, 백산면, 생건, 학당, 남산, 부신 | 9회       | 25분 소요 |
| 33        | 시장통   | ↔        | 원평               | 제일가축병원, CNA, KT 김제지점, 김제시외버스터미널, (구)소방서, 신풍주공A, 신풍동주민센터, 김제역, 봉황사거리, 강정리, 난산, 석산, 신성, 황산면, 마산, 고잔, 상목, 중목, 하목, 신기, 진천, 황산농공단지, 율산, 남양리입구, 옥성, 율전입구, 금구, 하천, 용정, 기룡, 서리골, 봉은동, 거야, 낙수동, 신암                                               | 26회      | 55분 소요 |
| 35        | 시장통   | ↔        | 둔산, 금구         | 제일가축병원, 세종의원, 자영고, 새한A, 김제고, 김제역, 법원, 김제여고, 김제시외버스터미널, 지평선학당, 홈플러스, 상록, 대검산입구, 벽성주유소, 순동리, 농원, 폴리텍대학, 선인동, 점촌, 효정, 무수, 상리, 사동, 불노리, 낙성리, 애통리, 장평, 신흥, 둔산, 연동                                                                                       | 10회      | 40분 소요 |
| 36        | 김제역   | ↔        | 삼수동             | 법원, 금성여중, 김제경찰서, 우리한방병원, 김제여고, 하이마트, 김제여중, 사자탑, 동원A, 덕암고, 서암농공단지, 수각, 제내, 흥복사, 관망대, 금옥, 스파랜드, 부동 | 8회       | 20분 소요 |
| 37        | 김제역   | ↔        | 토정리             | 법원, 금성여중, 김제경찰서, 신풍주공A, 지평선학당, 김제시외버스터미널, 김제여중, 서울정형외과, 우체국, 김제시청, 성산사거리, 후초암, 진교, 송신소, 석교, 후석, 탄상, 다복동, 대목사거리, 두무동, 양수장, 만경(만경터미널), 문화마을, 화포, 만경수련원, 소토리                                                                                       | 12회      | 45분 소요 |
| 38        | 김제역   | ↔        | 토정리             | 법원, 금성여중, 김제경찰서, 신풍주공A, 지평선학당, 김제시외버스터미널, 김제여중, 서울정형외과, 우체국, 김제시청, 성산사거리, 후초암, 진교, 송신소, 석교, 후석, 탄상, 다복동, 대목사거리, 두무동, 양수장, 만경(만경터미널), 송상, 하리, 율리, 장흥                                                                                                   | 3회       | 40분 소요 |
| 39        | 김제역   | ↔        | 죽산               | 법원, 금성여중, 신풍주공A, 지평선학당, 김제시외버스터미널, 김제여중, 서울정형외과, 우체국, 시장통, 구산사거리, 중앙병원, 사직당, 월촌초등학교입구, 입석, 용현, 가작, 장화, 덕산, 신덕, 포교, 벽골제, 상방, 거먹다리, 유흥입구, 금화, 대성, 금강입구, 부량, 제월, 초승, 신두리, 신양, 모산, 회암, 화송                                               | 16회      | 40분 소요 |
| 40        | 김제역   | ↔        | 소음방             | 법원, 금성여중, 김제경찰서, 우리한방병원, 김제여고, 하이마트, 김제여중, 사자탑, 동원A, 덕암고, 서암농공단지, 수각, 제내, 흥복사, 관망대, 돌재, 상정, 황경동, 중촌, 상서, 두동 | 8회       | 35분 소요 |
| 45        | 김제역   | ↔        | 종남리             | 부영3차A, 지평선학당, 김제시외버스터미널, 김제여중, 서울정형외과, 우체국, 시장통, 구산사거리, 중앙병원, 방죽목, 월촌농공단지, 이문안, 대촌, 의두, 우독, 월촌신평, 종남입구 | 7회       | 30분 소요 |
| 45-1      | 김제역   | ↔        | 용소               | 부영3차A, 지평선학당, 김제시외버스터미널, 김제여중, 서울정형외과, 우체국, 시장통, 구산사거리, 중앙병원, 방죽목, 월촌농공단지, 이문안, 대촌, 의두, 우독, 월촌신평, 종남입구, 종남리, 종남입구수교, 양지, 성덕신평 | 6회       | 35분 소요 |
| 47        | 시장통   | ↔        | 마다리             | 제일가축병원, 세종의원, 자영고, 새한A, 김제고, 김제역, 법원, 김제여고, 김제시외버스터미널, 지평선학당, 홈플러스, 상록, 대검산입구, 벽성주유소, 순동리, 농원, 폴리텍대학, 선인동, 점촌, 효정, 무수, 상리, 사동, 불노리, 낙성리, 애통리, 일우농원, 자흥, 쌍용리, 비룡                                                                                 | 10회      | 40분 소요 |
| 48        | 김제역   | ↔        | 거전리             | 법원, 금성여중, 김제경찰서, 신풍주공A, 지평선학당, 김제시외버스터미널, 김제여중, 서울정형외과, 우체국, 김제시청, 성산사거리, 후초암, 진교, 송신소, 석교, 후석, 탄상, 다복동, 대목사거리, 두무동, 양수장, 만경(만경터미널), 진봉면, 종야, 농장, 소평, 옥정, 신고사, 남상, 남하, 길곤                                                                 | 5회       | 55분 소요 |
| 49        | 시장통   | ↔        | 신홍리             | 제일가축병원, CNA, KT 김제지점, 김제시외버스터미널, (구)소방서, 신풍주공A, 신풍동주민센터, 김제역, 양지편, 대검산, 가막제, 용곳, 한우물, 진관리, 포내 | 13회      | 30분 소요 |
| 50        | 시장통   | ↔        | 금구               | 제일가축병원, CNA, KT 김제지점, 김제시외버스터미널, (구)소방서, 부영3차A, 김제역, 봉황사거리, 강정리, 난산, 석산, 신성, 황산면, 연리, 매산, 매제, 문수리, 백일리, 문명리, 봉남, 송내리, 신성리 | 13회      | 40분 소요 |